# 싱어 라런
싱어 라런(네덜란드어: Singer Laren)은 네덜란드 노르트홀란트주 라런에 있는 미술관이다.
2020년 3월 30일, 흐로닝언에 소재한 흐로닝어 미술관에서 대여하여 전시했던 봄 뉘넌의 목사관 정원이 도난당했다. 그 당시 미술관은 코로나바이러스감염증-19 범유행으로 폐관중이였다.